# NHK川西池田テレビ中継放送所
NHK川西池田テレビ中継放送所（エヌエイチケイかわにしいけだテレビちゅうけいきょく）は、兵庫県宝塚市にあるNHK大阪放送局のテレビ中継局である。

## 概要
1968年（昭和43年）7月開局。兵庫県川西市と宝塚市および大阪府池田市と2府県またがった地域をサービスエリアとする。中継局に川西・池田が付されているが、実際は兵庫県宝塚市に置かれている。
在阪広域民放テレビ局については大阪本局を、兵庫県域局のサンテレビジョンについては神戸本局をそれぞれ受信・視聴している。なお、当中継局に併設されたサンテレビジョンのデジタル中継局については、「サンテレビジョン川西南中継局」に記述する。

### 域外中継局
NHK総合テレビジョンに関しては兵庫県にもかかわらず、テレビ大阪と同じ大阪府域局のNHK大阪放送局が域外中継局として設置されている。これは、大阪以外のNHK近畿各放送局が総合テレビジョン放送を開始された1971年（昭和46年）までNHK大阪総合が近畿2府4県を放送対象地域としていた名残である（NHK神戸総合は1971年5月24日開局）。
テレビ大阪の池田中継局が共同使用にならなかったのは、テレビ大阪の開局が1982年（昭和57年）3月1日と遅かったからである。
テレビ大阪の中継局については、テレビ大阪池田中継局を参照。
域外中継局は全国各地にあり、Category:域外中継局で確認できる。

## 中継局概要

### デジタルテレビ
| リモコン キーID | 放送局名     | 物理 チャンネル | 空中線電力 | ERP  | 放送対象 地域          | 放送区域 内世帯数 | 偏波面   | 開局年月日 |
| --------------- | ------------ | --------------- | ---------- | ---- | ---------------------- | ----------------- | -------- | ---------- |
| 1               | NHK 大阪総合 | 24ch            | 300mW      | 2.9W | 大阪府 （※域外中継局） | 約2万5千世帯      | 垂直偏波 | 2009年 3月 |
| 2               | NHK 大阪教育 | 13ch            | 300mW      | 2.9W | 全国                   | 約2万5千世帯      | 垂直偏波 | 2009年 3月 |

- 中継局置局住所は、兵庫県宝塚市花屋敷荘園2丁目の釣鐘山。
- 2008年12月4日に予備免許交付、12月8日から試験放送開始、2009年2月26日に本免許交付。
- 放送エリアは、兵庫県川西市・宝塚市と大阪府池田市の各一部地域。
- 兵庫県でNHK大阪総合を受信する場合、「5」か「9」の空きポジションに設定される（ベイ・コミュニケーションズでNHK大阪総合は地デジ9chで区域外再配信）。

### アナログテレビ
| チャンネル 番号 | 放送局名     | 空中線電力        | ERP               | 放送対象 地域          | 放送区域 内世帯数 | 偏波面   | 開局年月日     |
| --------------- | ------------ | ----------------- | ----------------- | ---------------------- | ----------------- | -------- | -------------- |
| 50              | NHK 大阪教育 | 映像3W /音声750mW | 映像22W /音声5.4W | 全国                   | 約1万9千世帯      | 垂直偏波 | 1968年 7月26日 |
| 52              | NHK 大阪総合 | 映像3W /音声750mW | 映像21W /音声5.3W | 大阪府 （※域外中継局） | 約1万9千世帯      | 垂直偏波 | 1968年 7月26日 |

- 2011年7月24日で廃局。